# Papallacta

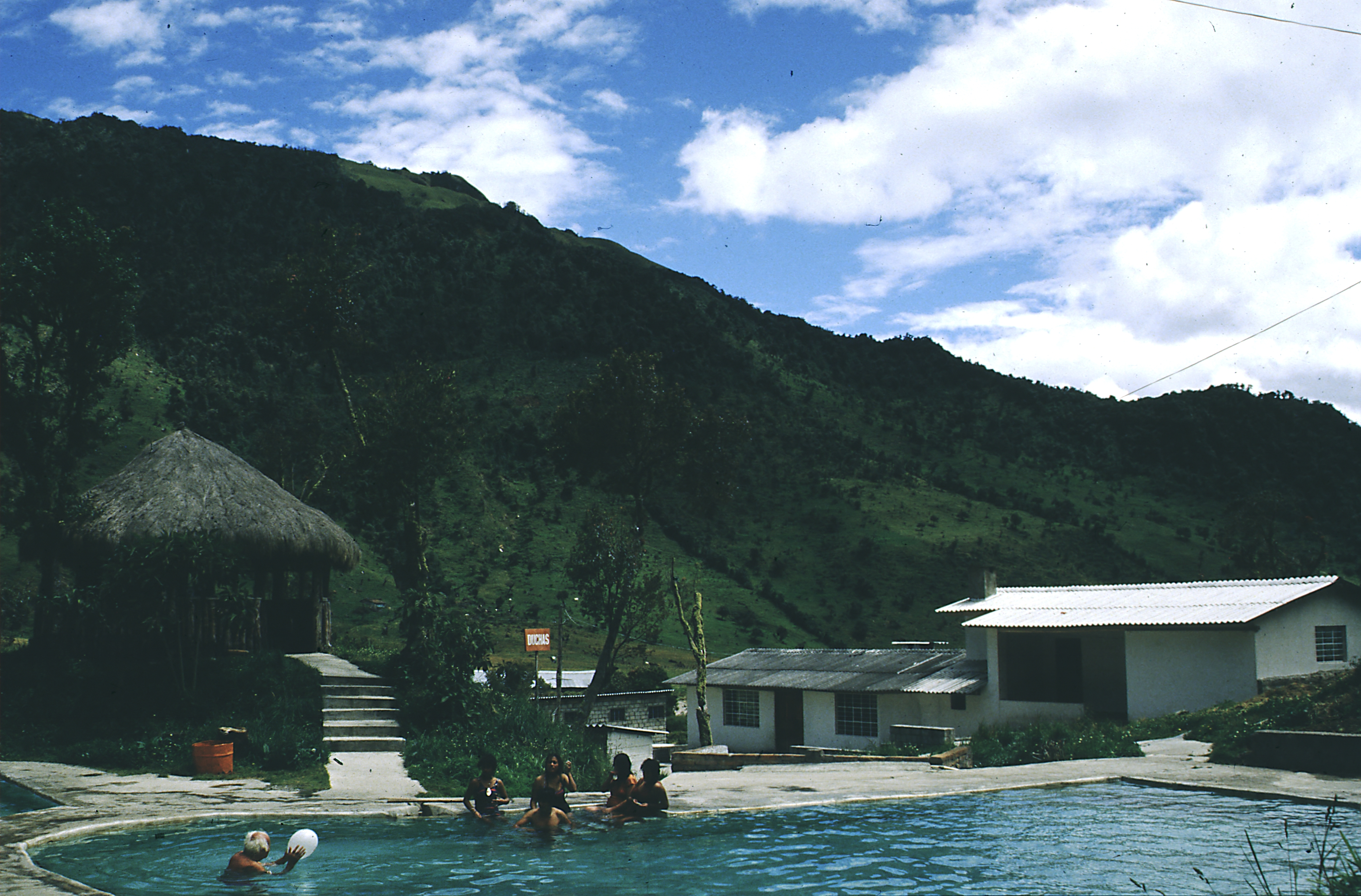
Therme von Papallacta

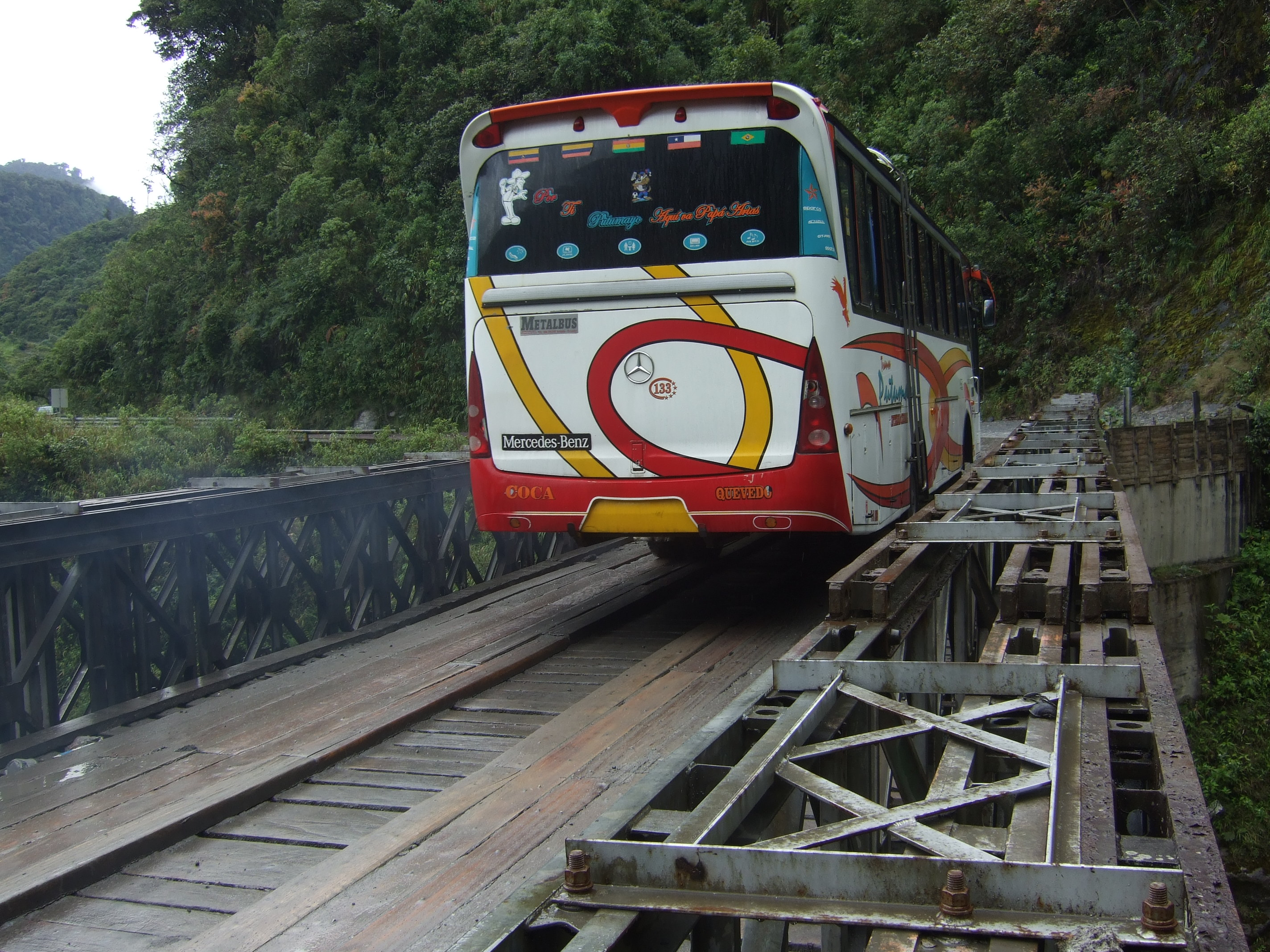
Straße von Papallacta nach Baeza

Papallacta ist eine Ortschaft und eine Parroquia rural im Kanton Quijos der ecuadorianischen Provinz Napo. Die Parroquia wurde am 5. Januar 1921 gegründet. Die Parroquia besitzt eine Fläche von 316,6 km². Beim Zensus 2010 lebten 920 Menschen in dem Verwaltungsgebiet.

## Lage
Papallacta liegt ca. 60 km östlich der Hauptstadt Quito auf 3300 m Seehöhe. Von Quito ist Papallacta über die Fernstraße E20 erreichbar. Diese führt über den 4064 m hoch gelegenen Papallacta-Pass. Von Papallacta führt die E20 weiter zum knapp 30 km weiter östlich gelegenen Kantonshauptort Baeza. Papallacta ist bekannt für seine Thermalbäder, welche am Berghang, etwa 300 Höhenmeter oberhalb des Ortes liegen. Die Parroquia Papallacta erstreckt sich über die Ostflanke der Cordillera Real. Im Süden reicht das Verwaltungsgebiet bis zum Gipfel des 5758 m hohen Vulkans Antisana. Die Ausdehnung in Nord-Süd-Richtung liegt bei etwa 25 km, die in Ost-West-Richtung bei etwa 17 km.
Die Parroquia Papallacta grenzt im Norden an die Parroquia Oyacachi (Kanton El Chaco), im Osten an die Parroquia Cuyuja, im Süden an die Parroquia Archidona (Kanton Archidona) sowie im Westen an die Provinz Pichincha mit den Parroquias Píntag und Pifo (beide im Kanton Quito).

## Ökologie
Der Norden der Parroquia liegt innerhalb des Nationalparks Cayambe Coca, der Süden innerhalb des Nationalparks Antisana.